# Kevin Knox
Kevin Devon Knox II, né le 11 août 1999 à Phoenix dans l'Arizona, est un joueur américain de basket-ball évoluant au poste d'ailier voire d'ailier fort.
Il est le fils de Kevin DeVon Knox Sr., ancien joueur de NFL.

## Carrière universitaire
Kevin Knox a été scolarisé dans le lycée catholique de Tampa en Floride.
En 2017, il rejoint l'université du Kentucky et joue pour l'équipe des Wildcats du Kentucky.
Le 6 avril 2018, il se déclare candidat à la draft 2018 de la NBA.

## Carrière professionnelle
Kevin Knox est drafté en 2018 en 9e position par les Knicks de New York.

### Knicks de New York (2018-2022)
Le 5 juillet 2018, il signe son contrat rookie avec les Knicks. Il participe avec les Knicks à la NBA Summer League 2018 et 2019. Il dispute son premier match NBA le 17 octobre 2018 face au Hawks d'Atlanta en marquant 10 points. En décembre 2018, il reçoit le prix de meilleur rookie du mois de la conférence est. Le 12 janvier 2019 et un match contre les 76ers de Philadelphie, il marque 31 points à 19 ans et 155 jours et devient le sixième plus jeune joueur de l'histoire de la NBA à marquer plus de 30 points dans un match. Il rejoint ainsi Kobe Bryant, Devin Booker, Jaren Jackson, Kevin Durant et LeBron James.
En décembre 2020, les Knicks lèvent l'option sur son contrat, ce qui engage Knox avec les Knicks pour la saison 2021-2022.
Lors de la saison 2020-2021, au mois de février, il se retrouve écarté du groupe pour plusieurs rencontres par le coach des Knicks, Tom Thibodeau. Durant cette saison, il ne joue que 42 matchs de saison régulière et alors que les Knicks retrouvaient les Playoffs NBA, il ne joue qu'un seul match de la série face aux Hawks d'Atlanta.
Durant l'été 2021, il fait le choix d'aller s'exiler en Floride pour s'entraîner au lieu de se rendre à Tarrytown où se situe le centre d'entraînement des Knicks. Il y contracte la Covid-19 et se retrouve donc indisponible pour la NBA Summer League 2021 et la maladie le contraint à stopper sa préparation physique.

### Hawks d'Atlanta (2022)
En janvier 2022, Kevin Knox est envoyé vers les Hawks d'Atlanta avec un premier tour de draft 2022 contre Cam Reddish, Solomon Hill et un second tour de draft 2025.

### Pistons de Détroit (2022-2023)
Agent libre à l'été 2022, il signe avec les Pistons de Détroit pour deux ans et six millions de dollars.

### Trail Blazers de Portland (2023)
En février 2023, il est transféré aux Trail Blazers de Portland dans un échange à plusieurs équipes.

### Retour aux Pistons de Détroit (2023-2024)
En novembre 2023, il signe un contrat d'une saison avec les Pistons de Détroit.
Début février 2024, il est échangé au Jazz de l'Utah contre Simone Fontecchio. Il est coupé dans la foulée.

### Warriors de Golden State (depuis février 2025)
En février 2025, il signe un contrat de 10 jours avec les Warriors de Golden State. En mars, il s'engage avec les Warriors jusqu'à la fin de saison.

## Statistiques

### Universitaires
| Saison    | Équipe   | Matchs | Titul. | Min./m | % Tir | % 3pts | % LF | Rbds/m. | Pass/m. | Int/m. | Ctr/m. | Pts/m. |
| --------- | -------- | ------ | ------ | ------ | ----- | ------ | ---- | ------- | ------- | ------ | ------ | ------ |
| 2017-2018 | Kentucky | 37     | 37     | 32,4   | 44,5  | 34,1   | 77,4 | 5,41    | 1,43    | 0,84   | 0,27   | 15,57  |
| Carrière  | Carrière | 37     | 37     | 32,4   | 44,5  | 34,1   | 77,4 | 5,41    | 1,43    | 0,84   | 0,27   | 15,57  |

### Professionnelles

#### Saison régulière NBA
| Saison    | Équipe   | Matchs | Titul. | Min./m | % Tir | % 3pts | % LF | Rbds/m. | Pass/m. | Int/m. | Ctr/m. | Pts/m. |
| --------- | -------- | ------ | ------ | ------ | ----- | ------ | ---- | ------- | ------- | ------ | ------ | ------ |
| 2018-2019 | New York | 75     | 57     | 28,8   | 37,0  | 34,3   | 71,7 | 4,50    | 1,10    | 0,60   | 0,30   | 12,80  |
| 2019-2020 | New York | 65     | 4      | 17,9   | 35,9  | 32,7   | 65,3 | 2,80    | 0,90    | 0,40   | 0,40   | 6,50   |
| 2020-2021 | New York | 42     | 0      | 11,0   | 39,2  | 39,3   | 80,0 | 1,50    | 0,50    | 0,30   | 0,10   | 3,90   |
| 2021-2022 | New York | 13     | 0      | 8,5    | 37,5  | 35,7   | 70,0 | 1,70    | 0,20    | 0,20   | 0,10   | 3,60   |
| 2021-2022 | Atlanta  | 17     | 0      | 6,5    | 35,6  | 19,2   | 75,0 | 1,30    | 0,20    | 0,10   | 0,10   | 2,70   |
| 2022-2023 | Détroit  | 42     | 1      | 14,1   | 46,9  | 37,1   | 78,8 | 2,60    | 0,40    | 0,30   | 0,30   | 5,60   |
| 2022-2023 | Portland | 21     | 4      | 17,1   | 44,4  | 31,4   | 74,1 | 3,30    | 0,90    | 0,50   | 0,00   | 8,50   |
| Carrière  | Carrière | 275    | 66     | 18,0   | 38,5  | 34,2   | 71,3 | 2,90    | 0,70    | 0,40   | 0,30   | 7,50   |

Mise à jour le 30 décembre 2023

#### Playoffs NBA
| Saison   | Équipe   | Matchs | Titul. | Min./m | % Tir | % 3pts | % LF  | Rbds/m. | Pass/m. | Int/m. | Ctr/m. | Pts/m. |
| -------- | -------- | ------ | ------ | ------ | ----- | ------ | ----- | ------- | ------- | ------ | ------ | ------ |
| 2021     | New York | 1      | 0      | 4,0    | 0,0   | 0,0    | 100,0 | 1,00    | 1,00    | 0,00   | 1,00   | 2,00   |
| 2022     | Atlanta  | 2      | 0      | 4,5    | 63,6  | 60,0   | 100,0 | 1,00    | 0,00    | 1,00   | 0,00   | 11,00  |
| Carrière | Carrière | 3      | 0      | 4,3    | 63,6  | 60,0   | 100,0 | 1,00    | 0,30    | 0,70   | 0,30   | 8,00   |

Mise à jour le 4 mai 2022

## Records sur une rencontre en NBA
Les records personnels de Kevin Knox en NBA sont les suivants, :
| Type de statistique        | Saison régulière | Saison régulière       | Saison régulière | Playoffs | Playoffs          | Playoffs      |
| Type de statistique        | Record           | Adversaire             | Date             | Record   | Adversaire        | Date          |
| -------------------------- | ---------------- | ---------------------- | ---------------- | -------- | ----------------- | ------------- |
| Points                     | 31               | 76ers de Philadelphie  | 13 janvier 2019  | 12       | Heat de Miami     | 24 avril 2022 |
| Paniers marqués            | 12               | 76ers de Philadelphie  | 13 janvier 2019  | 4        | Heat de Miami     | 24 avril 2022 |
| Paniers tentés             | 25               | Hornets de Charlotte   | 9 décembre 2018  | 6        | Heat de Miami     | 24 avril 2022 |
| Paniers à 3 points réussis | 5                | 4 fois                 | 4 fois           | 4        | Heat de Miami     | 24 avril 2022 |
| Paniers à 3 points tentés  | 12               | 3 fois                 | 3 fois           | 6        | Heat de Miami     | 24 avril 2022 |
| Lancers francs réussis     | 7                | Magic d'Orlando        | 11 novembre 2018 | 2        | 2 fois            | 2 fois        |
| Lancers francs tentés      | 10               | Magic d'Orlando        | 11 novembre 2018 | 2        | 2 fois            | 2 fois        |
| Rebonds offensifs          | 5                | Cavaliers de Cleveland | 28 février 2019  | -        | -                 | -             |
| Rebonds défensifs          | 12               | Hornets de Charlotte   | 9 décembre 2018  | 2        | @ Heat de Miami   | 17 avril 2022 |
| Rebonds totaux             | 15               | Hornets de Charlotte   | 9 décembre 2018  | 2        | @ Heat de Miami   | 17 avril 2022 |
| Passes décisives           | 5                | Wizards de Washington  | 7 avril 2019     | 1        | @ Hawks d'Atlanta | 30 mai 2021   |
| Interceptions              | 3                | Hawks d'Atlanta        | 17 décembre 2019 | 1        | 2 fois            | 2 fois        |
| Contres                    | 3                | Bucks de Milwaukee     | 21 décembre 2019 | 1        | @ Hawks d'Atlanta | 30 mai 2021   |
| Balles perdues             | 5                | Bulls de Chicago       | 1er avril 2019   | 3        | @ Heat de Miami   | 17 avril 2022 |
| Minutes jouées             | 47               | Jazz de l'Utah         | 20 mars 2019     | 5        | @ Heat de Miami   | 17 avril 2022 |

- Double-double : 6
- Triple-double : 0

Dernière mise à jour : 17 novembre 2023